# Шоколадна піца

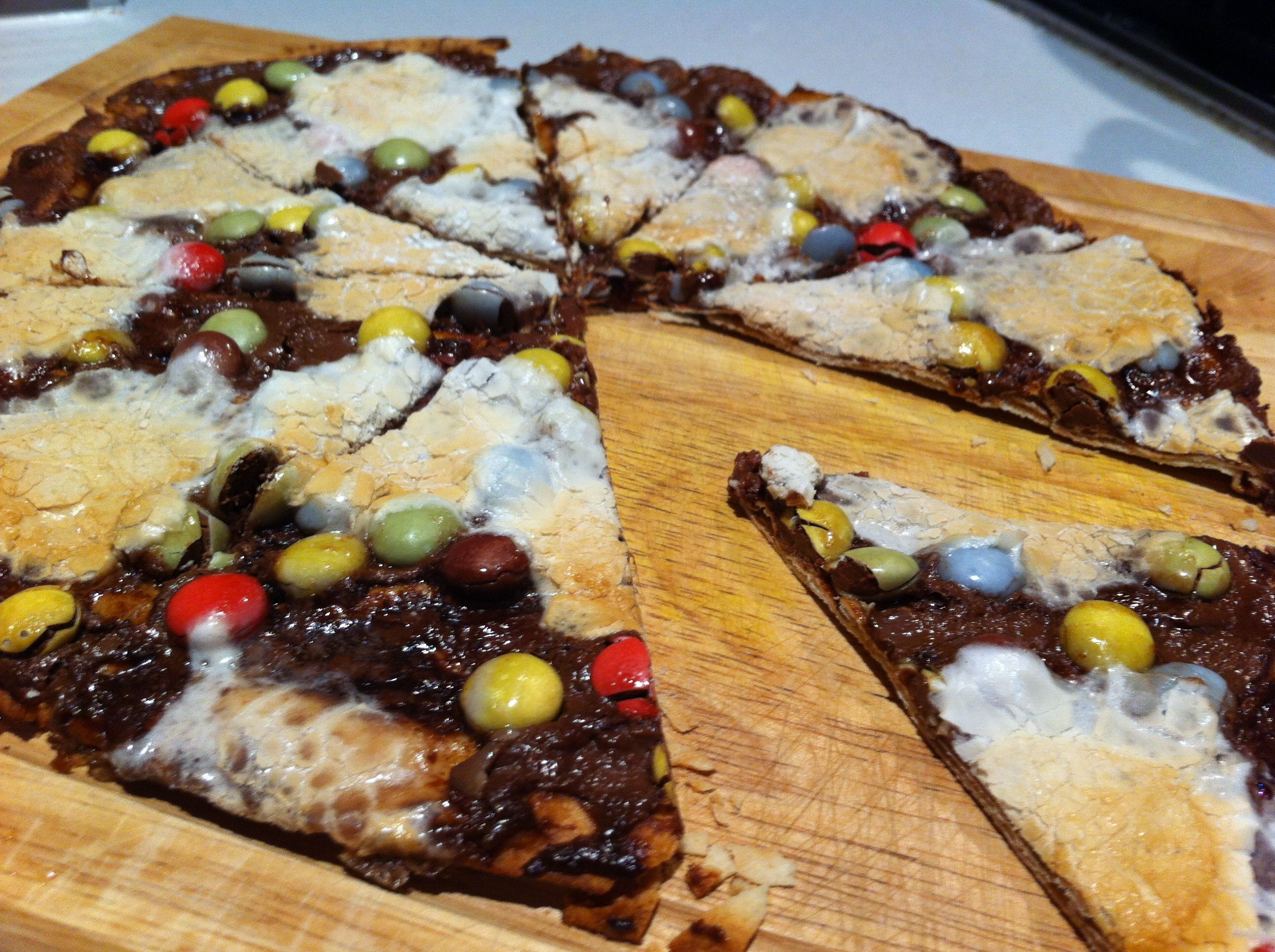
Шоколадна піца з Nutella

Шоколадна піца (англ. Chocolate pizza) — піца, приготована з використанням шоколаду як основного інгредієнта.
Існують різні способи приготування шоколадної піци. Шоколад (какао) може бути доданий в тісто для піци, служити начинкою, соусом, виступати як основа («коржа») для піци. Ще один різновид — використання шоколадної пасти (Nutella і т. п.) після того, як піца запечена. Як інгредієнти шоколадної піци можуть бути фрукти, ягоди, горіхи, зефір, кондитерська посипка, кокосова стружка, стружка з білого шоколаду, цукерки. Таким чином, це, як правило, десерт. Також під назвою «шоколадна піца» існують готові кондитерські вироби з шоколаду, які імітують форму і зовнішній вигляд піци.
У шоколадній піці поєднуються шоколад і піца — два популярних інгредієнта серед дітей шкільного віку, тому вона часто позиціонується як дитяча страва. Злиття піци і шоколаду розвивалося паралельно в декількох західних країнах і перетворилося в десерт, який подають у франчайзингових і мережевих ресторанах. У США і Канаді шоколадну піцу можна зустріти в фаст-фуді і закусочних. Наприклад, в мережі Papa Murphy's її готують з шматочками шоколаду, зефіру і солодкими поливками.